# Soyouz TMA-11M
Soyouz TMA-11M est une mission spatiale dont le lancement a eu lieu le 7 novembre 2013 depuis le Cosmodrome de Baikonour. Elle transporta trois membres de l'Expédition 38 vers la station spatiale internationale. Il s'agit du 121e vol d'un vaisseau Soyouz depuis le premier en 1967.

## Équipage
- Commandant : Mikhaïl Tiourine (3),  Russie.
- Ingénieur de vol 1 : Richard A. Mastracchio (4),  États-Unis.
- Ingénieur de vol 2 : Koichi Wakata (4),  Japon.

## Équipage de réserve
- Commandant : Maxime Souraïev (1),  Russie.
- Ingénieur de vol 1 : Gregory Wiseman (0),  États-Unis.
- Ingénieur de vol 2 : Alexander Gerst (0),  Allemagne.

Le chiffre entre parenthèses indique le nombre de vols spatiaux effectués par l'astronaute, Soyouz TMA-11M inclus.

## Déroulement du vol

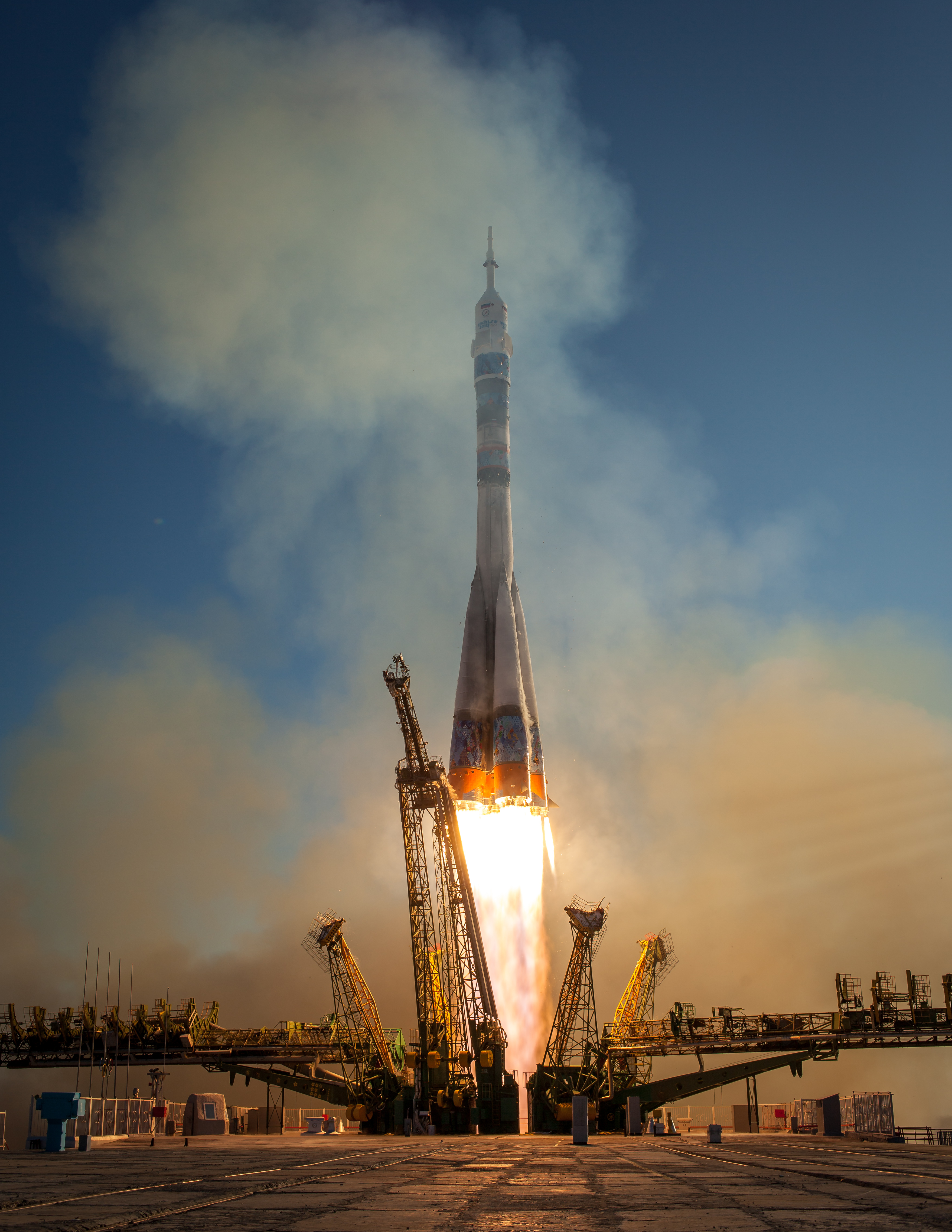
Lancement de la mission Soyouz TMA-11M.

TMA-11M a transporté la flamme olympique à l'occasion des Jeux olympiques d'hiver de 2014. Celle-ci est retournée sur Terre cinq jours plus tard, à bord de TMA-09M.